# (1156) Kira
(1156) Kira ist ein Asteroid des Hauptgürtels, der am 22. Februar 1928 von dem deutschen Astronomen Karl Wilhelm Reinmuth an der Landessternwarte Heidelberg-Königstuhl der Universität Heidelberg entdeckt wurde.
Der Name des Asteroiden wurde vom deutschen Astronomen Max Mündler vorgeschlagen.